# Championnat du Turkménistan de football 2005
Navigation
Saison 2004 Saison 2006
La saison 2005 du Championnat du Turkménistan de football est la treizième édition de la première division au Turkménistan. La compétition rassemble les neuf meilleurs clubs du pays qui sont regroupés au sein d'une poule unique et s'affrontent quatre fois, deux à domicile et deux à l'extérieur. À l'issue du championnat, il n'y a ni promotion, ni relégation.
C'est le club du HTTU Achgabat qui remporte la compétition cette saison après avoir terminé en tête du classement final, avec dix points d'avance sur Gazçy Gazojak et quatorze sur le tenant du titre, Nebitçi Balkanabat. C'est le tout premier titre de champion du Turkménistan de l'histoire du club.

## Les clubs participants
| - Köpetdag Achgabat - Nebitçi Balkanabat - Merw Mary - Şagadam Türkmenbaşy - FK Ahal Änew | - Nisa Achgabat - HTTU Achgabat - Turan Dashoguz - Gazçy Gazojak |

## Compétition
Le barème de points servant à établir le classement se décompose ainsi :
- Victoire : 3 points
- Match nul : 1 point
- Défaite : 0 point

### Classement
| Rang | Équipe              | Pts | J  | G  | N  | P  | Bp | Bc | Diff |
| ---- | ------------------- | --- | -- | -- | -- | -- | -- | -- | ---- |
| 1    | HTTU Achgabat       | 72  | 32 | 22 | 6  | 4  | 77 | 20 | +57  |
| 2    | Gazçy Gazojak       | 62  | 32 | 18 | 8  | 6  | 54 | 18 | +36  |
| 3    | Nebitçi BalkanabatT | 58  | 32 | 17 | 7  | 8  | 48 | 29 | +19  |
| 4    | Nisa Achgabat       | 41  | 32 | 10 | 11 | 11 | 31 | 38 | -7   |
| 5    | Merw MaryC          | 39  | 32 | 10 | 9  | 13 | 28 | 38 | -10  |
| 6    | Şagadam Türkmenbaşy | 36  | 32 | 10 | 6  | 16 | 33 | 49 | -16  |
| 7    | Turan Dashoguz      | 35  | 32 | 9  | 8  | 15 | 33 | 50 | -17  |
| 8    | Köpetdag Achgabat   | 30  | 32 | 7  | 9  | 16 | 29 | 56 | -27  |
| 9    | FK Ahal Änew        | 24  | 32 | 6  | 6  | 20 | 37 | 72 | -35  |

|  | Qualification pour la Coupe de l'AFC 2006                     |
|  | T : Tenant du titre C : Vainqueur de la Coupe du Turkménistan |

## Bilan de la saison
| Championnat du Turkménistan de football 2005                             |                           |
| Champion                                                                 | HTTU Achgabat (1er titre) |
| Coupes et trophées                                                       |                           |
| Vainqueur de la Coupe du Turkménistan 2005                               | Merw Mary                 |
| Qualifications continentales                                             |                           |
| Coupe de l'AFC 2006                                                      | HTTU Achgabat             |
| Coupe de l'AFC 2006                                                      | Merw Mary                 |
| Promotions et relégations                                                |                           |
| Promus en Yokary Liga                                                    | Aucun                     |
| Relégués en Championnat du Turkménistan de football de deuxième division | Aucun                     |